# Lezáun
Lezáun (oficialmente en euskera: Lezaun) es un pueblo de la Comunidad Foral de Navarra, situado en la Merindad de Estella, en la comarca de Estella Oriental y a 50 km de la capital de la comunidad, Pamplona. Su población en 2024 fue de 247 habitantes (INE).
Antiguamente pertenecía al Valle de Yerri, del que se segregó en el año 1952 convirtiéndose en municipio independiente. Es una de las localidades de más altitud de toda Navarra.

## Toponimia
El topónimo Lezáun proviene de la lengua vasca, de leza (variante de leze «cueva o sima» y un (de -gune «lugar»), y por tanto significa «lugar de la sima».
La sima a la que hace referencia el nombre del pueblo es la sima de Marizulete, situada a 500 metros de distancia de Lezáun. El nombre Marizulete significa en vasco el «agujero de Mari». Como Mari es la principal deidad de la religión vasca precristiana, se puede inferir que dicha sima tuvo su importancia como lugar de culto en la antigüedad.
En euskera su nombre se transcribe como Lezaun, al carecer este idioma de tildes. Esta forma se ha convertido en la oficial,   tratándose de un municipio de la Zona Mixta de Navarra.
Variantes en documentación antigua: Lecaon, Lecaun (ss. XII-XIV, NEN); Lessaon (1276-1277, NEN); Leçaon, Leçahun, Leçaun (ss. XII-XIV, 1591, NEN).

## Símbolos

### Escudo
El escudo de armas del lugar de Lezáun tiene el siguiente blasón:

Trae de azur y la figura de San Pedro de oro, flanqueado de dos llaves del mismo metal..

## Geografía
La localidad de Lezáun está situada en la parte occidental de la Comunidad Foral de Navarra dentro de la Zona Media de Navarra, al pie de las sierras de Andía y Urbasa; y a una altitud 850 m s. n. m. Su término municipal tiene una superficie de 19,04 km² y limita al norte con el municipio de Yerri y la sierra de Andía, al este con elmunicipio de Guesálaz, al sur con el de Yerri y al oeste con este mismo municipio y el de Abárzuza.

## Historia
La historia de Lezáun como Ayuntamiento es reciente, sólo tiene poco más de 55 años. En el año 1951 fue cuando se independizó del Ayuntamiento del valle de Yerri del que hasta entonces era un concejo más.
Noticias medievales. En el año de 1209 don Miguel de Ianiz hizo al monasterio de Irache donación de las heredades y collazos que poseía en Lezaun y en Iriberri. Así consta en doc. que obra en el A.G.N. (Bec. Ir., f. 100r-101r). En el referido documento viene escrito Leçaon y Lefaun. Al parecer, el citado testamento debió de hacerse el 17 de marzo de 1203 (cfr. J. M. Lacarra: Colección Diplomat. de Irache, vol. I, p. 245).
Siglo XVI. Una de las Familias de Lezáun, la familia de los Azpilicueta, era familia directa de San Francisco Javier, y se cuenta que en alguna ocasión el patrón de Navarra acudió a este municipio de visita. De hecho, el preceptor de San Francisco de Javier, que fue Martín de Azpilicueta, (familiar de María de Azpilicueta, madre de San Francisco de Javier), era de Lezáun.
En la Edad Moderna, Lezáun se vio implicado en las guerras que se desarrollaban en la península ibérica, como por ejemplo la guerra de sucesión española (1701-1715), en la que Navarra tomó partido por uno de los aspirantes al trono hispano, Felipe V de España. Fueron numerosos los reclutamientos necesarios para desarrollar la guerra, que se repartían entre los habitantes varones del valle y su armamento declarado, y en el del 30 de junio de 1706, la localidad de Lezáun se vio obligada a proporcionar 42 hombres, 3 mosquetes y 2 picas.
En 1792 se hizo una evaluación de la riqueza agrícola del valle de Yerri, que fue finalmente redactada el 13 de enero de 1793, con el título de "Auto de declaración de los frutos cogidos en el valle de Yerri y los necesarios para el consumo del año 1792", en el que se detalla la agricultura pueblo a pueblo. Según este informe, en Lezáun se cosecharon 1500 robos de trigo, 520 de cebada, 20 de avena y 40 de ezcandia, 500 cántaros de vino, 6 arrobas de cáñamo, 2 de lino, y 100 arrobas de lana. Había 200 carneros, 16 ganados mulares y 25 becerros. No se recogió centeno por no haberse sembrado, y no había telares ni operarios, ni se fabricaba aguardiente.
Poco tiempo más tarde, el 22 de mayo de 1794 la Diputación navarra envió una carta al valle ordenando que enviase "noticia puntual de todos los hijosdalgo que hubiese en este valle, así solteros como casados y viudos desde la edad de diez y seis años hasta la de cinquenta, ambos cumplidos". En el listado enviado, aparecían 20 hidalgos en Lezáun, de un total de 172 en todo en valle.
Guerrillas en el siglo XIX. A principios de noviembre del año 1811, la división de guerrilleros de don Francisco Espoz y Mina pasó por Lezáun, procedente de Santa Cruz de Campezo y Guipúzcoa. Los guerrilleros se dirigían hacia Sangüesa, pues Espoz y Mina había recibido un oficio del general Blake, encargándole que efectuara cuantas incursiones pudiese por tierras de Aragón.
Roturación del común (1931). El concejo de Lezáun venía solicitando desde hacía tiempo la concesión de tierras en el hayedo del raso emplazado entre la casa de camineros, por la fuente de Artxulo y la venta de Zumbeltz. La Diputación otorgó permiso en noviembre de 1931 para roturar y repartir 275 robadas de común, adjudicando a cada vecino parcelas de dos robadas. Contra la medida levantó su voz el Sindicato de Iniciativas y Turismo de Estella, denunciando que la concesión ponía en peligro «las hayas más hermosas de Navarra, que forman un parque natural», digno de ser conservado.
Como curiosidad, Lezáun fue el epicentro de un terremoto en la madrugada del 28 de octubre de 1998, con una magnitud de 4 grados en la escala de Richter, con una duración de 5 segundos. No causó daños, ni materiales ni personales, pero toda la zona sufrió un buen susto.

## Demografía
Lezáun cuenta con una población de 247 habitantes (INE 2024).
| Gráfica de evolución demográfica de Lezáun entre 1960 y 2024 |
| |
| Población de derecho según los censos de población del INE Población de hecho según los censos de población del INEEn estos censos se denominaba Lezaun: 1970 y 1981 Entre el censo de 1960 y el anterior, aparece este municipio porque se segrega del municipio 31260 (Yerri) |

## Cultura

### Patrimonio

#### Monumentos religiosos
- La ermita de Santa Bárbara, ubicada al suroeste del núcleo urbano, en muy buen estado de conservación, con una nave rectangular con  uros de sillarejo y cubierta a dos aguas con vigas de madera.

- La ermita de San Cristóbal, de origen medieval, concretamente del siglo XII y también se encuentra bien conservada, con una nave rectangular cubierta dos aguas sobre vigas de madera. Preside la ermita una talla de San Cristóbal del siglo XVI. Se encuentra enclavada en la ladera de la Trinidad de Iturgoyen.

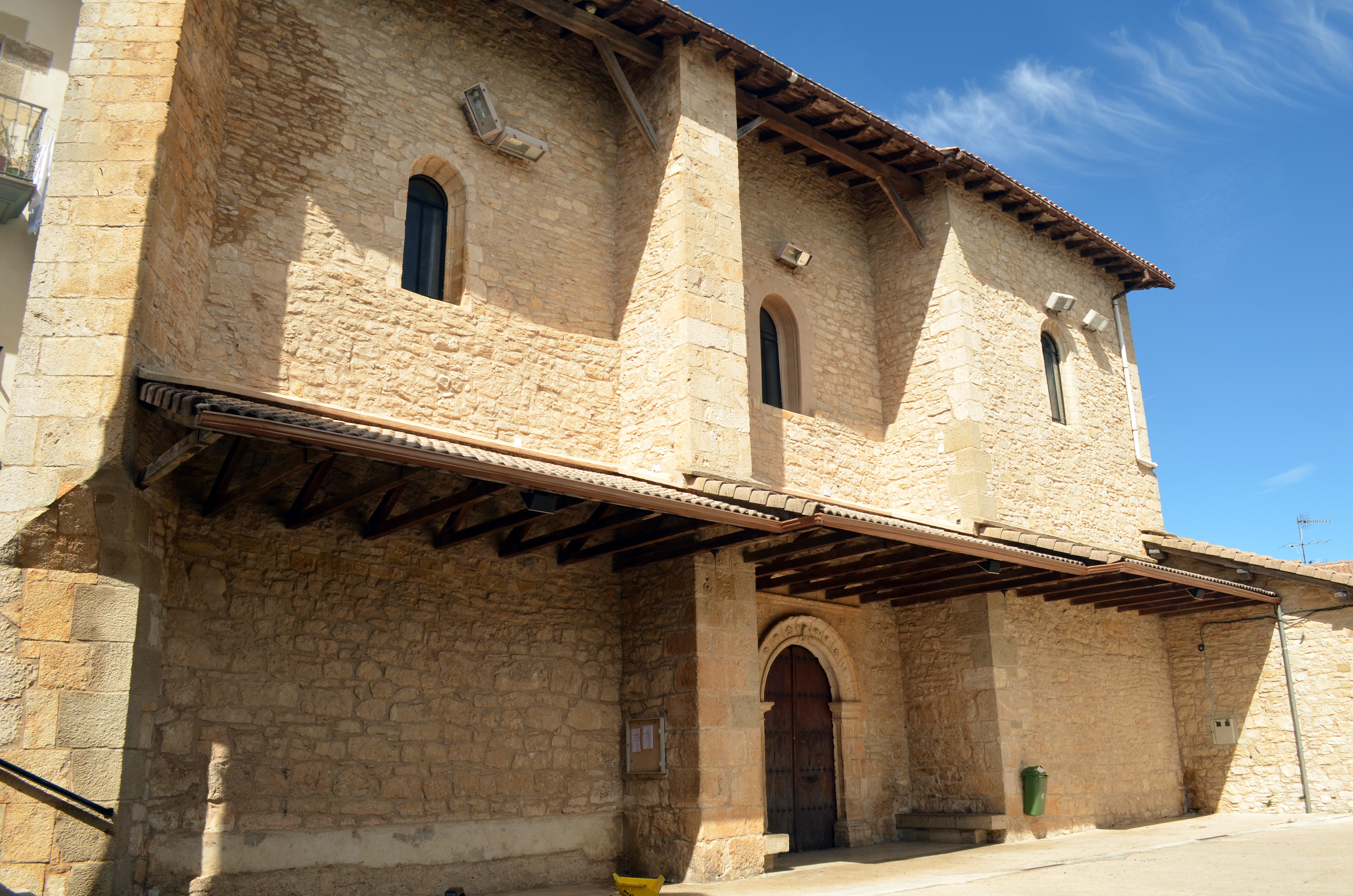
Iglesia de San Pedro, desde el frontón en el lado sur.

- Iglesia de Lezáun: La primitiva, de estilo románico, fue construida en el siglo XII. A ella se adosó, durante el siglo XVI, otra nueva construcción más amplia, que es la iglesia que vemos hoy. Se conserva parte de la medieval convertida en capilla; y el resto, en dependencias. Esta nueva nave se terminó en el año 1571. Consta de una nave rectangular compartimentada en dos tramos, más un pequeño crucero y cabecera pentagonal, cubierta por bóveda estrellada.

La pila bautismal de piedra pertenece al periodo medieval, con taza poligonal, está situada en el lado del Evangelio, y el retablo mayor, dedicado a San Pedro, se puede fechar hacia 1670, pues en 1671 se pagaron 100 ducados por la obra a Gabriel de Berástegui, Miguel de Almándoz y Agustín de Arza.

#### Monumentos civiles
Existen diferentes casas blasonadas, importantes casas señoriales muy bien conservadas por sus propietarios.

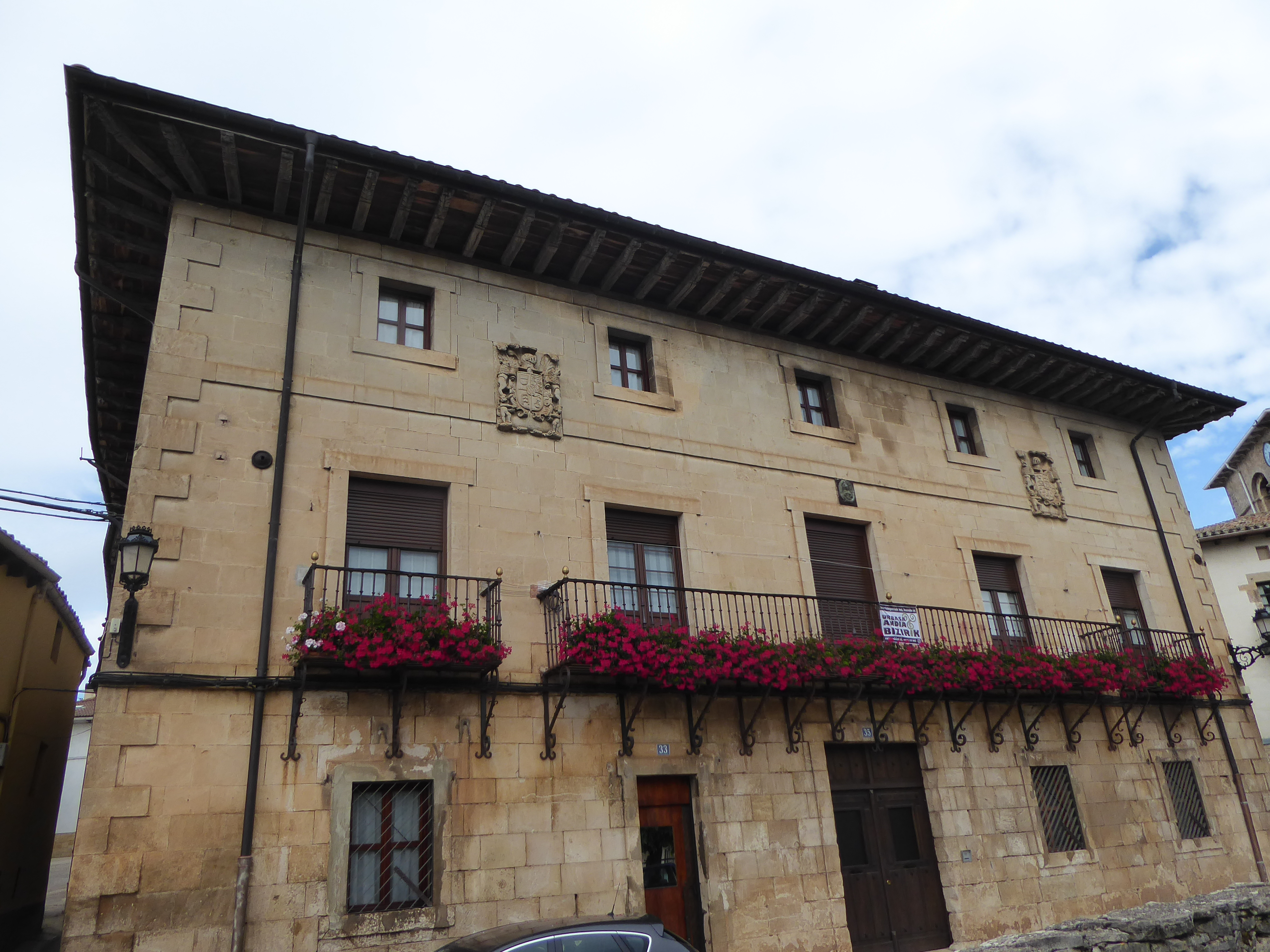
Casa de Juan de Subiza,

Uno de los ejemplos más importantes es Casa Subiza. Se trata de un edificio del siglo XVII que constituye un bloque rectangular de sillería bien escuadrada, con dos cuerpos y ático donde apoya un saliente alero de madera, con ménsulas de hojarasca. En la fachada se sitúan dos escudos contemporáneos a la casa, ambos con igual enmarque, sobre cartela de cueros retorcidos, entre niños, leones portantes y yelmo por timbre. El escudo de la izquierda hace referencia a quien mandó construir la casa, Juan de Subiza, caballero de la Orden de Santiago, con asiento a Cortes de 1646 a 1677, mientras que el de la derecha se refiere a los blasones de su esposa, María de Aguirre y Pacheco.

### Fiestas y eventos

#### Fiestas patronales
Las fiestas patronales se celebran en honor a San Pedro el día 29 de junio. El día 25 de julio se celebra el Día de Santiago, siendo muy popular el toreo de vaquillas en el "corral del lugar" por los mozos del pueblo.

#### Otras fiestas
El carnaval. El jueves de lardero piden los niños y las niñas en edad escolar. Antiguamente salían por la mañana solo chicos, a eso de las once, de la casa de uno de los niños mayores del grupo. Algunos niños se disfrazaban por la tarde. Se tapaban la cara con un trozo de papel o una máscara. A los disfrazados se llamaba «michilargas» y al toque de oración se dirigían a sus casas. El jueves de Lardero pedían también los seis pastores del ganado de la vecindad. Eran el cabrero, lechonero, vaquero, el yegüero, boyero y machero, quienes agrupados salían por la mañana desde la casa de uno de ellos. Los ganaderos vendían algunas viandas y compraban pescado, carne de ternera, etc. Comían juntos y el jueves de Lardero era festivo para ellos, pues en su cotidiana labor eran sustituidos por algunos de sus amigos. Al mediodía del martes de carnaval, los mozos acudían a la taberna, y desde esta casa de comidas partían en cuestación, con música de guitarra. Cantaban coplas dedicadas de manera particular a las jóvenes, que les observaban discreta y atentamente tras los visillos. Los mozos saciaban el hambre en una merienda-cena, y más adelante algunos de ellos se disfrazaban y ocultaban el rostro con una careta. Los «michilargas» del martes de Carnaval ambientaban la calle y molestaban a todo el que podían con un mimbre que llevaban en la mano. Con la cena y el ulterior baile de varias jotas al son de las notas de guitarra.

### Lezáun en la literatura
Aparece el pueblo nombrado en la novela Zalacaín el aventurero, de Pío Baroja.

## Persona destacadas
Luis Ros Ezcurra, Padre Mario (1910-1936): sacerdote y miembro de la Congregación de los Sagrados Corazones. Asesinado en Madrid durante la guerra civil española. Fue declarado Beato de la Iglesia católica el 13 de octubre de 2013.